# Zum Schwarzen Ferkel

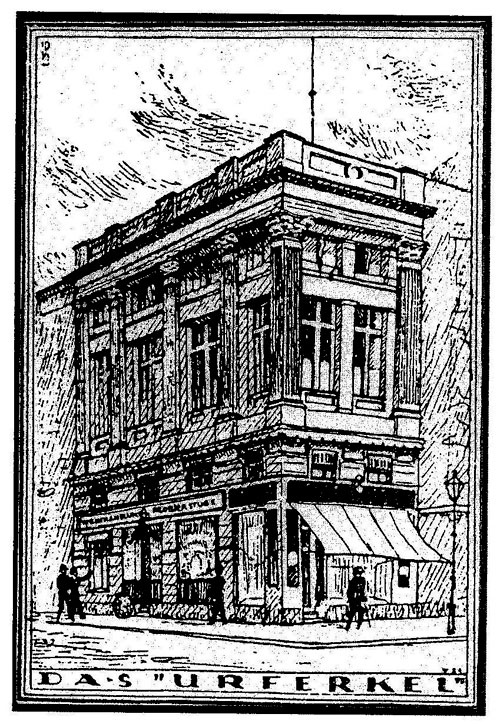
Reklama gospody z lat 20. XX w.

Zum Schwarzen Ferkel (Pod Czarnym Prosiakiem) – gospoda (winiarnia / piwiarnia) prowadzona pod koniec XIX wieku przez szynkarza Gustava Türke, mieszcząca się w Berlinie przy skrzyżowaniu ulic Unter den Linden i Wilhelmstraße. Nazwę nadał lokalowi August Strindberg, któremu wiszące nad drzwiami godło (sczerniałe bukłaki po winie), przypominało sylwetkę czarnego prosiaka. Bywalcami Zum Schwarzen Ferkel byli m.in. Edvard Munch, Stanisław Przybyszewski, Dagny Juel Przybyszewska i wielu innych artystów i mecenasów niemieckiej i skandynawskiej cyganerii. Budynek, w którym mieścił się lokal, został zburzony w XX wieku.